# Fortuna:Liga 2018/2019
Fortuna:Liga 2018/19 je 26. ročník nejvyšší české fotbalové soutěže. Účastní se jej šestnáct klubů. Od této sezóny se hraje zcela novým systém se základní částí o 30 kolech, následovanou nadstavbovou částí, v rámci které budou týmy rozděleny dle jejich bodového zisku v základní části, do jednotlivých skupin – skupina o titul (1. – 6. místo po základní části), skupina o účast v Evropské lize UEFA (7. – 10. místo po základní části) a skupina o záchranu (11. – 16. místo po základní části).
Ze druhé nejvyšší soutěže do ligy postoupili účastníci SFC Opava a 1. FK Příbram, oproti předešlému ročníku se s ní rozloučili FC Vysočina Jihlava a FC Zbrojovka Brno.
Ročník byl zahájen 20. července 2018 v 18.30 hodin zápasem FK Dukla Praha – FC Viktoria Plzeň.

## Generální sponzor a televizní práva
Nová dlouholetá smlouva se společností Fortuna začíná platit od tohoto ročníku 2018/19. Po mnoha letech ligu nesponzoruje pivovar Gambrinus, proto končí výhradní čepování piva této značky na stadiónech.
Druhou sezónu po sobě ligu jako „Partner projektu Videorozhodčí“ sponzoruje elektroprodejce Datart.

## Týmy vtéto sezóně
| Týmy                 | Stadiony              | Kapacita |
| -------------------- | --------------------- | -------- |
| 1. FC Slovácko       | Městský stadion       | 8 000    |
| 1. FK Příbram        | Na Litavce            | 9 100    |
| AC Sparta Praha      | Generali Aréna        | 18 887   |
| Bohemians Praha 1905 | Ďolíček               | 5 000    |
| FC Baník Ostrava     | Městský stadion       | 15 123   |
| FC Fastav Zlín       | Letná                 | 5 898    |
| FC Slovan Liberec    | Stadion U Nisy        | 9 900    |
| FC Viktoria Plzeň    | Doosan Aréna          | 11 700   |
| FK Dukla Praha       | Stadion Juliska       | 8 150    |
| FK Jablonec          | Stadion Střelnice     | 6 108    |
| FK Mladá Boleslav    | Městský stadion       | 5 000    |
| FK Teplice           | Stadion Na Stínadlech | 18 221   |
| MFK Karviná          | Městský stadion       | 4 833    |
| SFC Opava            | Městský stadion       | 7 758    |
| SK Sigma Olomouc     | Andrův stadion        | 12 541   |
| SK Slavia Praha      | Sinobo Stadium        | 20 232   |

## Tabulka

### Tabulka
Konečná tabulka po základní části.
| Poř. | Tým                   | Z  | V  | R  | P  | VG | OG | B  |
| ---- | --------------------- | -- | -- | -- | -- | -- | -- | -- |
| 1.   | SK Slavia Praha       | 30 | 23 | 3  | 4  | 72 | 23 | 72 |
| 2.   | FC Viktoria Plzeň (C) | 30 | 21 | 5  | 4  | 47 | 27 | 68 |
| 3.   | AC Sparta Praha       | 30 | 17 | 6  | 7  | 52 | 27 | 57 |
| 4.   | FK Jablonec           | 30 | 15 | 6  | 9  | 53 | 26 | 51 |
| 5.   | FC Baník Ostrava      | 30 | 13 | 6  | 11 | 38 | 36 | 45 |
| 6.   | FC Slovan Liberec     | 30 | 11 | 9  | 10 | 33 | 28 | 42 |
| 7.   | FK Mladá Boleslav     | 30 | 11 | 9  | 10 | 52 | 44 | 42 |
| 8.   | SK Sigma Olomouc      | 30 | 12 | 4  | 14 | 37 | 43 | 40 |
| 9.   | FC Fastav Zlín        | 30 | 12 | 3  | 15 | 32 | 40 | 39 |
| 10.  | FK Teplice            | 30 | 10 | 6  | 14 | 32 | 42 | 36 |
| 11.  | Bohemians Praha 1905  | 30 | 8  | 10 | 12 | 29 | 37 | 34 |
| 12.  | 1. FC Slovácko        | 30 | 10 | 4  | 16 | 32 | 45 | 34 |
| 13.  | SFC Opava (N)         | 30 | 9  | 6  | 15 | 39 | 49 | 33 |
| 14.  | 1. FK Příbram (N)     | 30 | 8  | 7  | 15 | 33 | 63 | 31 |
| 15.  | MFK Karviná           | 30 | 8  | 5  | 17 | 39 | 53 | 29 |
| 16.  | FK Dukla Praha        | 30 | 5  | 5  | 20 | 25 | 62 | 20 |

Poznámky:
- Z = Odehrané zápasy; V = Vítězství; R = Remízy; P = Prohry; VG = Vstřelené góly; OG = Obdržené góly; B = Body
- (N) = nováček (předchozí sezónu hrál nižší soutěž a postoupil), (C) = obhájce titulu

### Pořadí po jednotlivých kolech
Při shodném počtu bodů a skóre mohou být kluby umístěny na stejném místě v průběhu soutěže (zejména zpočátku), v závěru platí v případě rovnosti bodů a skóre dodatečná kritéria, která rozhodují o konečném pořadí.
| Klub / kolo | 1      | 2  | 3  | 4  | 5  | 6  | 7  | 8  | 9  | 10 | 11 | 12 | 13 | 14 | 15 | 16 | 17 | 18 | 19 | 20 | 21 | 22 | 23 | 24 | 25 | 26 | 27 | 28 | 29 | 30 |   |
| ----------- | ------ | -- | -- | -- | -- | -- | -- | -- | -- | -- | -- | -- | -- | -- | -- | -- | -- | -- | -- | -- | -- | -- | -- | -- | -- | -- | -- | -- | -- | -- | - |
| Klub / kolo | Slavia | 1  | 1  | 1  | 1  | 3  | 2  | 1  | 1  | 1  | 1  | 1  | 1  | 1  | 1  | 1  | 1  | 1  | 1  | 1  | 1  | 1  | 1  | 1  | 1  | 1  | 1  | 1  | 1  | 1  | 1 |
| Plzeň       | 2      | 2  | 2  | 3  | 1  | 1  | 2  | 2  | 3  | 2  | 2  | 2  | 2  | 2  | 2  | 2  | 2  | 2  | 2  | 2  | 2  | 2  | 2  | 2  | 2  | 2  | 2  | 2  | 2  | 2  |   |
| Sparta      | 3      | 2  | 2  | 2  | 2  | 4  | 3  | 3  | 2  | 3  | 3  | 3  | 4  | 3  | 3  | 3  | 4  | 5  | 5  | 4  | 3  | 3  | 3  | 3  | 3  | 3  | 3  | 3  | 3  | 3  |   |
| Jablonec    | 12     | 12 | 13 | 11 | 8  | 6  | 7  | 8  | 6  | 6  | 6  | 5  | 6  | 6  | 4  | 4  | 3  | 3  | 4  | 3  | 5  | 5  | 5  | 4  | 4  | 4  | 4  | 4  | 4  | 4  |   |
| Ostrava     | 6      | 9  | 5  | 4  | 4  | 3  | 5  | 5  | 5  | 4  | 4  | 4  | 3  | 5  | 5  | 6  | 5  | 4  | 3  | 5  | 4  | 4  | 4  | 5  | 5  | 5  | 5  | 5  | 5  | 5  |   |
| Liberec     | 6      | 10 | 8  | 9  | 11 | 7  | 8  | 9  | 10 | 8  | 7  | 7  | 7  | 7  | 7  | 7  | 7  | 7  | 7  | 7  | 7  | 6  | 7  | 8  | 8  | 8  | 8  | 6  | 6  | 6  |   |
| Boleslav    | 10     | 15 | 12 | 13 | 10 | 11 | 11 | 10 | 7  | 9  | 9  | 9  | 8  | 8  | 8  | 8  | 8  | 8  | 10 | 11 | 9  | 8  | 8  | 7  | 7  | 6  | 6  | 7  | 8  | 7  |   |
| Olomouc     | 16     | 7  | 10 | 12 | 13 | 14 | 15 | 15 | 15 | 15 | 14 | 14 | 12 | 12 | 12 | 14 | 14 | 14 | 14 | 14 | 13 | 12 | 10 | 9  | 10 | 10 | 7  | 8  | 7  | 8  |   |
| Zlín        | 4      | 4  | 4  | 6  | 5  | 5  | 4  | 4  | 4  | 5  | 5  | 6  | 5  | 4  | 6  | 5  | 6  | 6  | 6  | 6  | 6  | 7  | 6  | 6  | 6  | 7  | 9  | 9  | 9  | 9  |   |
| Teplice     | 8      | 5  | 7  | 10 | 12 | 12 | 12 | 11 | 12 | 13 | 13 | 11 | 13 | 10 | 10 | 11 | 9  | 9  | 8  | 8  | 11 | 10 | 9  | 10 | 9  | 9  | 10 | 10 | 10 | 10 |   |
| Bohemians   | 5      | 11 | 6  | 8  | 9  | 10 | 6  | 7  | 8  | 10 | 8  | 8  | 9  | 9  | 11 | 10 | 10 | 12 | 13 | 13 | 14 | 14 | 14 | 14 | 13 | 13 | 14 | 13 | 12 | 11 |   |
| Slovácko    | 11     | 8  | 11 | 7  | 6  | 8  | 9  | 12 | 13 | 14 | 15 | 16 | 16 | 14 | 14 | 13 | 11 | 13 | 11 | 10 | 8  | 9  | 11 | 11 | 11 | 12 | 12 | 12 | 13 | 12 |   |
| Opava       | 15     | 13 | 14 | 14 | 14 | 15 | 14 | 14 | 14 | 12 | 12 | 13 | 11 | 11 | 9  | 9  | 12 | 10 | 9  | 9  | 10 | 11 | 13 | 12 | 12 | 11 | 11 | 11 | 11 | 13 |   |
| Příbram     | 8      | 6  | 9  | 5  | 7  | 9  | 10 | 6  | 9  | 7  | 10 | 10 | 10 | 13 | 13 | 12 | 13 | 11 | 12 | 12 | 12 | 13 | 12 | 13 | 14 | 14 | 13 | 14 | 14 | 14 |   |
| Karviná     | 12     | 16 | 15 | 15 | 15 | 13 | 13 | 13 | 11 | 11 | 11 | 12 | 14 | 15 | 15 | 16 | 16 | 15 | 15 | 15 | 15 | 15 | 15 | 15 | 16 | 15 | 15 | 15 | 15 | 15 |   |
| Dukla       | 14     | 14 | 15 | 16 | 16 | 16 | 16 | 16 | 16 | 16 | 16 | 15 | 15 | 16 | 16 | 15 | 15 | 16 | 16 | 16 | 16 | 16 | 16 | 16 | 15 | 16 | 16 | 16 | 16 | 16 |   |

### Křížová tabulka
| Domácí \ Hosté | BOH | OPA | DUK | OST | KAR | JAB | PRI | LIB | MLB | PLZ | OLO | SLA | SLO | SPA | TEP | ZLN |
| Bohemians      |     | 0–0 | 0–0 | 0–1 | 0–0 | 1–0 | 2–2 | 0–0 | 0–0 | 2–2 | 0–1 | 0–3 | 2–1 | 1–1 | 2–3 | 0–1 |
| Opava          | 0–1 |     | 2–0 | 2–1 | 1–3 | 2–0 | 5–0 | 1–1 | 2–1 | 1–2 | 2–1 | 2–3 | 2–2 | 0–3 | 2–0 | 1–2 |
| Dukla          | 0–1 | 1–0 |     | 1–1 | 2–1 | 2–6 | 1–2 | 2–0 | 2–2 | 1–3 | 0–4 | 1–5 | 1–2 | 2–3 | 1–0 | 1–1 |
| Ostrava        | 2–0 | 2–0 | 2–0 |     | 1–1 | 1–0 | 3–0 | 2–1 | 1–1 | 0–1 | 0–0 | 2–1 | 0–3 | 0–1 | 3–1 | 1–2 |
| Karviná        | 0–3 | 1–1 | 0–2 | 2–0 |     | 2–1 | 4–1 | 2–1 | 3–4 | 0–1 | 2–3 | 1–3 | 2–1 | 1–3 | 1–1 | 2–0 |
| Jablonec       | 3–1 | 2–2 | 2–1 | 4–0 | 4–1 |     | 3–0 | 0–0 | 0–3 | 3–0 | 3–0 | 0–2 | 2–0 | 1–2 | 2–1 | 4–0 |
| Příbram        | 4–2 | 3–1 | 4–0 | 0–2 | 2–1 | 0–6 |     | 1–3 | 3–0 | 1–1 | 1–0 | 0–2 | 0–3 | 1–1 | 1–1 | 3–2 |
| Liberec        | 1–1 | 1–2 | 2–0 | 0–0 | 1–0 | 0–0 | 4–0 |     | 1–0 | 1–1 | 3–0 | 0–1 | 3–2 | 0–1 | 2–2 | 1–0 |
| Ml. Boleslav   | 3–0 | 6–1 | 0–0 | 2–2 | 1–1 | 1–0 | 2–0 | 1–2 |     | 1–1 | 0–4 | 0–1 | 5–1 | 2–1 | 1–1 | 3–0 |
| Plzeň          | 3–2 | 1–0 | 4–0 | 2–1 | 2–1 | 1–0 | 1–1 | 1–0 | 6–1 |     | 2–0 | 2–0 | 2–1 | 1–0 | 1–0 | 1–0 |
| Olomouc        | 2–3 | 2–2 | 1–0 | 1–4 | 3–2 | 1–2 | 2–0 | 2–1 | 0–4 | 0–1 |     | 0–3 | 1–0 | 1–0 | 2–0 | 1–1 |
| Slavia         | 1–0 | 3–1 | 4–1 | 4–0 | 4–0 | 0–2 | 4–1 | 1–1 | 3–2 | 4–0 | 2–1 |     | 4–0 | 1–1 | 2–0 | 3–1 |
| Slovácko       | 1–1 | 0–2 | 1–0 | 2–1 | 2–0 | 0–0 | 2–0 | 0–1 | 1–1 | 0–1 | 3–1 | 1–3 |     | 2–1 | 0–2 | 0–4 |
| Sparta         | 1–0 | 2–0 | 2–0 | 3–2 | 1–3 | 0–0 | 2–2 | 4–1 | 4–1 | 4–0 | 2–1 | 2–2 | 1–0 |     | 0–1 | 2–0 |
| Teplice        | 1–2 | 3–2 | 5–2 | 0–1 | 2–1 | 1–2 | 0–0 | 1–0 | 0–2 | 2–1 | 0–0 | 0–3 | 2–0 | 0–4 |     | 2–1 |
| Zlín           | 0–2 | 2–0 | 2–1 | 1–2 | 2–1 | 1–1 | 3–0 | 0–1 | 3–2 | 0–2 | 0–2 | 1–0 | 0–1 | 1–0 | 1–0 |     |

Aktualizováno po zápasech hraných 21. dubna 2019
Zdroj: 

Vysvětlivky
1. ↑  Domácí tým je uveden v levém sloupci

Barvy: Modrá = výhra domácích; Žlutá = remíza; Červená = výhra hostů

## Nadstavbové skupiny
Kluby se na základě umístění po třiceti kolech rozdělily do tří skupin.
Pravidla pro určení pořadí ve skupinách o titul a o záchranu (konečného pořadí) v případě shodného počtu bodů více družstev po odehrání základní i nadstavbové části:
1. Vyšší počet bodů získaný v základní části
2. Vyšší počet bodů získaný ve vzájemných utkáních v základní části
3. Brankový rozdíl ze vzájemných utkání v základní části
4. Vyšší počet vstřelených branek ve vzájemných utkáních v základní části
5. Vyšší brankový rozdíl ze všech utkání v celé soutěži (včetně nadstavbové části)
6. Vyšší počet vstřelených branek v celé soutěži (včetně nadstavbové části)
7. Vyšší umístění v soutěži Fair – play
8. Los

### Skupina o titul
Klubům zůstává celkový počet dosažených bodů v základní části. Hraje se systémem každý s každým jednokolově. Kluby umístěné v tabulce základní části na 1. – 3. místě hrají tři utkání na domácím stadionu, kluby umístěné v tabulce základní části na 4. – 6. místě hrají dvě utkání na domácím stadionu. Pět kol proběhne v termínu 4. až 25. května 2019 s vloženým kolem sezóny ve středu 15. května.
Tabulka nadstavbové části – skupina o titul
| Poř. | Tým               | Z  | V  | R  | P  | VG | OG | B  |
| ---- | ----------------- | -- | -- | -- | -- | -- | -- | -- |
| 1.   | SK Slavia Praha   | 35 | 26 | 5  | 4  | 79 | 26 | 83 |
| 2.   | FC Viktoria Plzeň | 35 | 24 | 6  | 5  | 57 | 32 | 78 |
| 3.   | AC Sparta Praha   | 35 | 20 | 6  | 9  | 59 | 33 | 66 |
| 4.   | FK Jablonec       | 35 | 17 | 6  | 12 | 58 | 32 | 57 |
| 5.   | FC Baník Ostrava  | 35 | 13 | 8  | 14 | 39 | 43 | 47 |
| 6.   | FC Slovan Liberec | 35 | 12 | 10 | 13 | 34 | 32 | 46 |

|  | Postup do 4. předkola Ligy mistrů UEFA 2019/20                            |
|  | Postup do 2. předkola (nemistrovská kvalifikace) Ligy mistrů UEFA 2019/20 |
|  | Postup do 3. předkola Evropské ligy UEFA 2019/20                          |
|  | Postup do 2. předkola Evropské ligy UEFA 2019/20                          |
|  | Postup do zápasu o Evropskou ligu                                         |

Poznámky
- Vítěz Ligy mistrů 2018-19 (FC Liverpool) se kvalifikoval do základní skupiny dalšího ročníku zároveň na základě umístění ve své domácí soutěži a mistr ČR bude nasazen až do 4. předkola.
- Ve finále MOL Cupu zvítězila Slavia a třetí tým ligy půjde do 3. předkola EL, čtvrtý tým do 2. předkola EL a pátý tým postoupí do zápasu o Evropskou ligu.

Křížová tabulka nadstavbové části skupiny o titul
| Domácí/hosté | Slavia | Plzeň | Sparta | Jablonec | Ostrava | Liberec |
| ------------ | ------ | ----- | ------ | -------- | ------- | ------- |
| Slavia       | ×      | 3–1   | 2–1    | 2–1      | —       | —       |
| Plzeň        | —      | ×     | 4–0    | 2–1      | 1–1     | —       |
| Sparta       | —      | —     | ×      | 2–0      | 3–0     | 1–0     |
| Jablonec     | —      | —     | —      | ×        | 2–0     | 1–0     |
| Ostrava      | 0–0    | —     | —      | —        | ×       | 0–1     |
| Liberec      | 0–0    | 0–2   | —      | —        | —       | ×       |

### Skupina o účast v Evropské lize UEFA
Hraje se vyřazovacím způsobem na dvě utkání – klub umístěný v tabulce základní části na 7. místě proti klubu na 10. místě a klub umístěný v tabulce základní části na 8. místě proti klubu na 9. místě. První utkání se hrají na stadionu klubu, který se v tabulce základní části umístil níže. Vítězná družstva do finále soutěže. Vítězné družstvo „finálového dvojutkání“ postupuje do kvalifikačního utkání o účast v Evropské lize UEFA. Tato část proběhne v termínu 27. května až 2. června 2019.
|  | semifinále skupiny o účast v Evropské lize | semifinále skupiny o účast v Evropské lize | semifinále skupiny o účast v Evropské lize | semifinále skupiny o účast v Evropské lize | semifinále skupiny o účast v Evropské lize |   |    | finále skupiny o účast v Evropské lize | finále skupiny o účast v Evropské lize | finále skupiny o účast v Evropské lize | finále skupiny o účast v Evropské lize | finále skupiny o účast v Evropské lize |
|  |                                            |                                            |                                            |                                            |                                            |   |    |                                        |                                        |                                        |                                        |                                        |
|  | 7.                                         | FK Mladá Boleslav                          | 8                                          | 1                                          | 9                                          |   |    |                                        |                                        |                                        |                                        |                                        |
|  | 10.                                        | FK Teplice                                 | 0                                          | 1                                          | 1                                          |   |    |                                        |                                        |                                        |                                        |                                        |
|  |                                            |                                            |                                            |                                            |                                            |   | 7. | FK Mladá Boleslav                      | 1                                      | 3                                      | 4                                      |                                        |
|  |                                            | 9.                                         | FC Fastav Zlín                             | 3                                          | 0                                          | 3 |    |                                        |                                        |                                        |                                        |                                        |
|  | 8.                                         | SK Sigma Olomouc                           | 0                                          | 3                                          | 3                                          |   |    |                                        |                                        |                                        |                                        |                                        |
|  | 9.                                         | FC Fastav Zlín                             | 1                                          | 2                                          | 3                                          |   |    |                                        |                                        |                                        |                                        |                                        |

### Kvalifikační utkání o účast v Evropské lize UEFA
Hráno se na jedno utkání – na stadionu účastníka Skupiny o titul. Vítěz postoupil do 2. předkola Evropské ligy.
Poslední jinak postupující družstvo do Skupiny o titul (5.) – vítěz Skupiny o účast v Evropské lize.
| Domácí           | Výsledek | Hosté             |
| ---------------- | -------- | ----------------- |
| FC Baník Ostrava | 0–1      | FK Mladá Boleslav |

### Skupina o záchranu
Hraje se systémem každý s každým jednokolově. Kluby umístěné v tabulce základní části na 11. – 13. místě hrají tři utkání na domácím stadionu, kluby umístěné v tabulce základní části na 14. – 16. místě hrají dvě utkání na domácím stadionu. Klubům zůstává celkový počet dosažených bodů v základní části. Tato část proběhne v termínu 27. května až 2. června 2019.
| Poř. | Tým                  | Z  | V  | R  | P  | VG | OG | B  |
| ---- | -------------------- | -- | -- | -- | -- | -- | -- | -- |
| 11.  | 1. FC Slovácko       | 35 | 13 | 6  | 16 | 43 | 47 | 45 |
| 12.  | SFC Opava            | 35 | 12 | 7  | 16 | 47 | 57 | 43 |
| 13.  | Bohemians Praha 1905 | 35 | 9  | 13 | 13 | 33 | 43 | 40 |
| 14.  | 1. FK Příbram        | 35 | 11 | 7  | 17 | 43 | 73 | 40 |
| 15.  | MFK Karviná          | 35 | 9  | 5  | 21 | 42 | 58 | 32 |
| 16.  | FK Dukla Praha       | 35 | 5  | 7  | 23 | 30 | 72 | 22 |

|  | Baráž o udržení       |
|  | Sestup do FNL 2019/20 |

| Křížová tabulka nadstavbové části o záchranu \| Domácí/hosté \| Bohemians \| Slovácko \| Opava \| Příbram \| Karviná \| Dukla Praha \| \| ------------ \| --------- \| -------- \| ----- \| ------- \| ------- \| ----------- \| \| Bohemians \| × \| 0–0 \| 1–1 \| 1–4 \| — \| — \| \| Slovácko \| — \| × \| 4–1 \| 5–1 \| 2–0 \| — \| \| Opava \| — \| — \| × \| 2–1 \| 1–0 \| 3–2 \| \| Příbram \| — \| — \| — \| × \| 1–0 \| 3–2 \| \| Karviná \| 0–1 \| — \| — \| — \| × \| 3–0 \| \| Dukla Praha \| 1–1 \| 0–0 \| — \| — \| — \| × \| |           |          |       |         |         |             |
| Domácí/hosté | Bohemians | Slovácko | Opava | Příbram | Karviná | Dukla Praha |
| Bohemians | ×         | 0–0      | 1–1   | 1–4     | —       | —           |
| Slovácko | —         | ×        | 4–1   | 5–1     | 2–0     | —           |
| Opava | —         | —        | ×     | 2–1     | 1–0     | 3–2         |
| Příbram | —         | —        | —     | ×       | 1–0     | 3–2         |
| Karviná | 0–1       | —        | —     | —       | ×       | 3–0         |
| Dukla Praha | 1–1       | 0–0      | —     | —       | —       | ×           |

### Baráž o postup do Fortuna:ligy 2019/2020
| Domácí v 1. zápase | Celkem | Hosté v 1. zápase   | 1. zápas | 2. zápas |
| ------------------ | ------ | ------------------- | -------- | -------- |
| FC Zbrojovka Brno  | 3–3    | 1. FK Příbram       | 3–3      | 0–0      |
| MFK Karviná        | 3–2    | FC Vysočina Jihlava | 2–1      | 1–1      |

## Změny trenérů vprůběhu sezóny
V průběhu sezóny došlo ke dni 19. února 2025 k jedenácti změnám trenéra. Jejich přehled je uveden v tabulce.
| Tým             | Kolo | Pozice v tabulce | Odvolaný/rezignující trenér | Datum odchodu trenéra | Nově nastoupivší trenér | Datum nástupu trenéra |
| --------------- | ---- | ---------------- | --------------------------- | --------------------- | ----------------------- | --------------------- |
| AC Sparta Praha | 1.   | 3.               | Pavel Hapal                 | 27. července 2018     | Zdeněk Ščasný           | 27. července 2018     |
| SFC Opava       | 7.   | 14.              | Roman Skuhravý              | 5. září 2018          | Ivan Kopecký            | 5. září 2018          |
| FK Dukla Praha  | 7.   | 16.              | Pavel Drsek                 | 7. září 2018          | Roman Skuhravý          | 7. září 2018          |
| FK Teplice      | 9.   | 12.              | Daniel Šmejkal              | 25. září 2018         | Stanislav Hejkal        | 25. září 2018         |
| 1. FC Slovácko  | 11.  | 15.              | Michal Kordula              | 16. října 2018        | Petr Vlachovský         | 16. října 2018        |
| 1. FC Slovácko  | 14.  | 14.              | Petr Vlachovský             | 10. listopadu 2018    | Martin Svědík           | 10. listopadu 2018    |
| MFK Karviná     | 15.  | 15.              | Roman Nádvorník             | 17. listopadu 2018    | Norbert Hrnčár          | 19. listopadu 2018    |
| MFK Karviná     | 24.  | 15.              | Norbert Hrnčár              | 12. března 2019       | František Straka        | 13. března 2019       |
| 1. FK Příbram   | 25.  | 14.              | Josef Csaplár               | 18. března 2019       | Roman Nádvorník         | 18. března 2019       |
| AC Sparta Praha | 29.  | 3.               | Zdeněk Ščasný               | 25. dubna 2019        | Michal Horňák           | 25. dubna 2019        |
| FC Fastav Zlín  | 30.  | 9.               | Roman Pivarník              | 30. dubna 2019        | Jan Kameník             | 30. dubna 2019        |

## Statistiky
zdroj:
stav k 25. května 2019

### Střelci - TOP 10
| #     | Hráč                | Klub              | Góly |
| ----- | ------------------- | ----------------- | ---- |
| 1.    | Nikolaj Komličenko  | FK Mladá Boleslav | 28   |
| 2.-3. | Jean-David Beauguel | FC Viktoria Plzeň | 15   |
| 2.-3. | Martin Doležal      | FK Jablonec       | 15   |
| 4.    | Tomáš Wágner        | MFK Karviná       | 13   |
| 5.-6. | Miroslav Stoch      | SK Slavia Praha   | 12   |
| 5.-6. | Tomáš Souček        | SK Slavia Praha   | 12   |
| 7.-9. | Guélor Kanga        | AC Sparta Praha   | 11   |
| 7.-9. | Benjamin Tetteh     | AC Sparta Praha   | 11   |
| 7.-9. | Jakub Hora          | FK Teplice        | 11   |
| 10.   | Michal Trávník      | FK Jablonec       | 10   |

### Střelci s dosaženým hattrickem
| Datum              | Hráč               | Klub              | Zápas                                | Výsledek |
| ------------------ | ------------------ | ----------------- | ------------------------------------ | -------- |
| 4. srpna 2018      | Milan Baroš        | FC Baník Ostrava  | FC Baník Ostrava – 1. FK Příbram     | 3 : 0    |
| 18. srpna 2018     | Nikolaj Komličenko | FK Mladá Boleslav | FK Mladá Boleslav – SFC Opava        | 6 : 1    |
| 20. srpna 2018     | Dame Diop          | FC Baník Ostrava  | SK Sigma Olomouc – FC Baník Ostrava  | 1 : 4    |
| 26. srpna 2018     | Michael Krmenčík   | FC Viktoria Plzeň | FC Viktoria Plzeň – Boleslav         | 6 : 1    |
| 20. října 2018     | Michal Trávník     | FK Jablonec       | 1. FK Příbram – FK Jablonec          | 0 : 6    |
| 25. listopadu 2018 | Nikolaj Komličenko | FK Mladá Boleslav | SK Sigma Olomouc – FK Mladá Boleslav | 0 : 4    |
| 21. dubna 2019     | Libor Kozák        | FC Slovan Liberec | FC Slovan Liberec – 1. FC Slovácko   | 3 : 2    |
| 27. dubna 2019     | Martin Doležal     | FK Jablonec       | FK Jablonec – FC Baník Ostrava       | 4 : 0    |
| 5. května 2019     | Jan Kalabiška      | 1. FC Slovácko    | 1. FC Slovácko – 1. FK Příbram       | 5 : 1    |

### Brankáři s nejvíce vychytanými nulami
zdroj:
| #     | Hráč            | Klub              | Počet |
| ----- | --------------- | ----------------- | ----- |
| 1.    | Ondřej Kolář    | SK Slavia Praha   | 15    |
| 2.    | Vlastimil Hrubý | FK Jablonec       | 13    |
| 3.    | Filip Nguyen    | FC Slovan Liberec | 12    |
| 4.-6. | Miloš Buchta    | SK Sigma Olomouc  | 11    |
| 4.-6. | Jan Laštůvka    | FC Baník Ostrava  | 11    |
| 4.-6. | Jan Šeda        | FK Mladá Boleslav | 11    |
| 7.-8. | Florin Niță     | AC Sparta Praha   | 10    |
| 7.-8. | Aleš Hruška     | FC Viktoria Plzeň | 10    |